# Eustomus chelydrae
Eustomus chelydrae är en plattmaskart. Eustomus chelydrae ingår i släktet Eustomus och familjen Plagiorchiidae. Inga underarter finns listade i Catalogue of Life.